# Wireless eXtended Range Electronic Projectile
Wireless eXtended Range Electronic Projectile (XREP) jest pociskiem rażącym za pomocą impulsów elektrycznych, zaprojektowanym przez amerykańską firmę Taser International.
Naboje XREP mogą być używane w rozpowszechnionych strzelbach o kalibrze wagomiarowym 12 i mają zasięg do ok. 30 m. Pocisk wykorzystuje zamontowane z przodu elektrody, które przebijają ciało celu i dostarczają impulsy elektryczne o napięciu do 50 000 woltów, które są wytwarzane przez wbudowany generator. Wysokość napięcia jest regulowana przez mikrokontroler w korpusie pocisku. Próba wyrwania pocisku przez trafionego zwiera dodatkowy obwód elektryczny przez ramię, który wzmacnia działanie prądu. Koszt jednego strzału to ok. 100 dolarów amerykańskich.
Od niedawna istnieje także Thor Shield – trójwarstwowa tkanina poliestrowa firmy G2 Consulting, chroniąca przed bronią bazującą na impulsach elektrycznych i mikrofalach. Sprzedaż jest ograniczona do wojska i innych sił porządkowych.